# Miguel Derennes
 (avril 2017).
Si vous disposez d'ouvrages ou d'articles de référence ou si vous connaissez des sites web de qualité traitant du thème abordé ici, merci de compléter l'article en donnant les références utiles à sa vérifiabilité et en les liant à la section « Notes et références ».
Miguel Derennes, de son vrai nom Miguel Muñiz, est un animateur de radio et de télévision française.
Il est aussi l'auteur du livre-jeu Tu peux ou tu peux pas ?.

## Biographie
Il a été animateur sur Fun Radio, RTL2, Europe 2, NRJ. Pendant deux saisons il a été l'animateur de 2bout là d'dans, le morning de Voltage FM aux côtés de Julien Le Ny et Greg Romano.
Après un stage avec Jean-Luc Delarue à Europe 1 en 1989, il a commencé sa carrière d'animateur sur MCM, chaîne à laquelle il a participé dès sa création en 1989 et sur laquelle il a présenté plusieurs émissions jusqu'en 1995. Il a ensuite été chroniqueur dans Défense d'entrer, magazine diffusé en première partie de soirée sur TF1 puis animateur de la première version du Grand Zapping de l'Humour sur France 2.
Animateur sur la chaîne de télévision pour enfants Jetix, sur la chaîne JET, filiale de TF1, dans l'émission People Show, en mai 2007, il anime, sur France 2, Maison mode d'emploi avec Marie Montuir, puis Légitimes dépenses sur cette même chaîne.
À l'été 2012, il est la voix-off de Nagui dans Que le meilleur gagne sur France 2. Il anime le Morning du Rire sur Rire et Chansons à partir de l'été 2013, jusqu'en 2015. Il annonce au mois de juillet qu'il arrête l'émission.
Le 31 octobre 2014 à l'occasion d'une émission spéciale Halloween, il intègre l'équipe de Touche pas à mon poste !.
Pendant l'été 2016 il anime les 5 à 7 du week-end sur RTL.
En décembre 2016 il anime sur RTL Petit Matin spécial fêtes la semaine entre Noël et Nouvel an.
En mars 2017, il reprend France Bleu Matin Week-end, de 6 h à 7 h sur le réseau national France Bleu et de 7 h à 9 h sur France Bleu Paris Région, chaque samedi et dimanche.[réf. souhaitée]
Pendant l'été 2017 il anime les petits matins de RTL en semaine.
Depuis 2019, il anime les soirées Foot du PSG sur France Bleu Paris et de l'équipe de France sur France Bleu.
Il était le speaker du Paris Saint-Germain au Parc des Princes pour les quatre premiers matchs à domicile de la saison 2023-2024.

## Activités principales
- Doublage, voix-off et voice-over pour la télévision française, notamment la voix-off d' Un dîner presque parfait sur M6[1] et W9.
- Outre de nombreuses campagnes publicitaires radio et télé auxquelles Miguel Derennes a prêté sa voix, il a incarné le héros principal d'une campagne télévisuelle pour McDonald's, dont les 7 spots ont été réalisés par Érick Zonca en 2001[réf. nécessaire].
- Rôle du voyant dans Rien à faire, film réalisé par Marion Vernoux en 1999 et DJ dans Une teuf d'enfer aux côtés de Vincent Cassel en 1994.